# 三浦岱栄
三浦 岱栄（みうら たいえい、1901年12月3日 - 1995年3月14日）は、日本の精神科医師。慶應義塾大学医学部教授。杏林大学医学部教授。
フランス精神医学の研究、多くの精神科医師を育成した。小此木啓吾の慶應義塾大学医学部の指導教官。
杏林大学が創立される時に、精神科病院を母体として建学されたことから、初代の精神神経科教室の主任教授に招聘された。

## 経歴
新潟県長岡市に生まれる。旧制新潟県立長岡中学校卒。
1925年（大正14年）、慶應義塾大学医学部を卒業。学生時代にカトリックに入信、敬度な信者でその後カトリック医師会をはじめ、この領域で指導的役割を果たした。卒業後、生理学加藤元一教授の教室に入り、学位を得て，植松七九郎教授の神経科教室に移り、小峰病院に勤務、1935年講師になり、フランス政府給費留学生としてパリに留学し、Paul Guiraud博士、Andre-Thomas博士，Jean Lhermitte教授に師事し、Pierre Pichot教授との親交が始まった。
1940年より桜町病院院長となる。その後短期間南洋学院（仏印）教授。1953年、慶應義塾大学医学部神経科教授となり、1967年定年退職。
1970年から1976年まで杏林大学医学部精神神経科の初代教授。
数多くの精神科医を育てた。小此木啓吾との共著、論文多数。

## 著書
- 『神経病診断学』鳳鳴堂書店, 1939
- 『神経麻痺の診断と治療』診断と治療社, 1939
- 『神経病診断治療学 訂3版』鳳鳴堂, 1943
- 『医学と民主主義』 (青年叢書) 帝国書院, 1946
- 『クロード・ベルナール』 (医学選書) 学術書院, 1947
- 『神經症と兒童敎育』日本醫書出版, 1947
- 『精神-生理学 精神-身髄医学の基礎』鳳鳴堂書店, 1949
- 『結核患者の精神状態』日本医書出版, 1951
- 『異常心理学史の代表者たち ジャクソン』異常心理学講座 みすず書房, 1954
- 『神経症 ヒステリー,神経衰弱,不眠症,ノイローゼ』 (生活ライブラリー) 東京創元社, 1958
- 『精神科治療学集大成 身体療法から精神療法まで』文光堂, 1964
- 『精神医学者の世界』岩崎学術出版社, 1967

### 共著
- 『現代精神医学』塩崎正勝 共著. 文光堂, 1961
- クロード・ベルナール『実験医学入門』興学会出版部, 1931
- クロード・ベルナール『実験医学序説』岩波文庫 1938
- ヨゼフ・オカンツィーク『医学の倫理 ヒューマニズムと医学』理想社出版部, 1940
- 『クロード・ベルナール』訳編. 富山房, 1943
- ジャン・ルイ・フォール『クロードベルナール』創元社, 1946
- ジャン・ドレー『人間の精神生理』文庫クセジュ 白水社, 1952
- ギー・パルマード『精神療法』文庫クセジュ 白水社, 1952

### 翻訳
- ジョルジュ・マリニャック, ロベール・コラン共著『アルコール中毒』 (文庫クセジュ) 堀内秀共訳. 白水社, 1956
- モーリス・ポロー『結核患者の心理』稲葉信竜共訳. 丸善, 1957
- 『クロード・ベルナール文選集 科学の方法についての思索』編訳. シャムハトプレス, 2005.